# Port lotniczy Ikšķile
Port lotniczy Ikšķile – port lotniczy zlokalizowany w mieście Ikšķile, na Łotwie. Obsługuje połączenia krajowe.